# Савет за људска права Уједињених нација
Савет за људска права Уједињених нација, УНХРЦ (енгл. United Nations Human Rights Council, UNHRC) је међувладин орган у оквиру система Уједињених нација. УНХРЦ је наследник Комисије за људска права Уједињених нација (УНХЦР, овде ЦХР), и подорган Генералне скупштине Уједињених нација. Савет блиско сарађује са Канцеларијом Високог комесара за људска права (ОХЦХР) и извршава посебне процедуре Уједињених нација.
Генерална скупштина је основала УНХРЦ усвајањем резолуције (A/RES/60/251) 15. марта 2006, у циљу замене претходног ЦХР-а, који је био веома критикован јер је дозвољавао чланство земљама са слабом репутацијом у погледу људских права.
Према тврдњама организација за заштиту људских права, Савет је под контролом блока исламских и афричких држава, уз подршку Кине, Кубе и Русије, који штите једна другу од критика Уједињених нација. Генерални секретар Бан Ки Мун и бивши високи комесар за људска права Мери Робинсон су критиковали Савет за деловање у складу са политичким интересима супротно људским правима. Тачније, генерални секретари Кофи Анан и Бан Ки Мун, председница Савета Дору Костеа, Европска унија, Канада и САД оптужиле су Савет за несразмерно фокусирања на израелско-палестински сукоб. Сједињене Државе су бојкотовали Савет за време Џорџа В. Буша, али су промениле став током Обамине администрације.

## Структура
Чланови Генералне скупштине бирају четрдесет и седам чланова који заседају УНХРЦ-ом. Мандат сваког члана је три године, а ниједан члан на може да има више од два узастопна мандата. Мандати су распоређени по регионалним групама УН-а и то: 13 места за Африку, 13 за Азију, 6 за источну Европу, 8 за Латинску Америку и Карибе и 7 за западну Европе и остале групе. Претходно је ЦХР имао чланство од 53 члана које је бирао Економски и социјални савет (ЕКОСОЦ) већинским избором присутнх и са правом гласа. Чланови Савета пролазе нови универзални механизам за преиспитивање током свог мандата чланства. Генерална скупштина може да суспендује права и привилегије било ког члана Савета за којег је утрвђено упорно и систематско кршење људских права у време свог мандата. Процес суспензије захтева двотрећинску већину гласова од стране Генералне скупштине. Резолуција о оснивању УНХРЦ наводи да ће се „чланови изабрани у Савет придржавати највиших стандарда у промоцији и заштити људских права.“

### Чланице
Чланови УНХРЦ-а су изабрани на период од три године. Први избора чланова одржан је 9. маја 2006. године. Садашњи чланови, са годином истека мандата приказаном у заградама, су следећи:
| Африка (13)                  | Азија (13)               | Источна Европа (6) | Латинска Америка и Кариби (8) | Западна Европа и остале државе (7) |
| ---------------------------- | ------------------------ | ------------------ | ----------------------------- | ---------------------------------- |
| Ангола (2011)                | Бахреин (2011)           | Мађарска (2012)    | Аргентина (2011)              | Белгија (2012)                     |
| Буркина Фасо (2011)          | Бангладеш (2012)         | Пољска (2013)      | Бразил (2011)                 | Француска (2011)                   |
| Камерун (2012)               | Кина (2012)              | Молдавија (2013)   | Чиле (2011)                   | Норвешка (2012)                    |
| Џибути (2012)                | Јапан (2011)             | Русија (2012)      | Куба (2012)                   | Шпанија (2013)                     |
| Габон (2011)                 | Јордан (2012)            | Словачка (2011)    | Еквадор (2013)                | Швајцарска (2013)                  |
| Гана (2011)                  | Киргистан (2012)         | Украјина (2011)    | Гватемала (2013)              | Уједињено Краљевство (2011)        |
| Либија (2013) (суспендована) | Малезија (2013)          |                    | Мексико (2012)                |                                    |
| Мауританија (2013)           | Малдиви (2013)           |                    | Уругвај (2012)                |                                    |
| Маурицијус (2012)            | Пакистан (2011)          |                    |                               |                                    |
| Нигерија (2012)              | Катар (2013)             |                    |                               |                                    |
| Сенегал (2012)               | Јужна Кореја (2011)      |                    |                               |                                    |
| Уганда (2013)                | Саудијска Арабија (2012) |                    |                               |                                    |
| Замбија (2011)               | Тајланд (2013)           |                    |                               |                                    |